# Banque Daqing
La Banque Daqing (chinois traditionnel : 大清銀行 ; chinois simplifié : 大清银行 ; pinyin : dà qīng yín háng; anciennement la « Banque du Ministère des revenus du Grand Qing », chinois traditionnel : 大清戶部票行 ; chinois simplifié : 大清户部票行) fut la banque centrale de la dynastie Qing et la première banque centrale dans l'histoire de la Chine.

## Historique
Fondée en août 1905, la Banque Daqing a joué les rôles d'une banque centrale, qui impliquent la fourniture de la monnaie et la gestion de la trésorerie impériale,, et les rôles d'une banque d'affaires pendant son existence.